# Толстоклювый голубь
Толстоклювый голубь (лат. Trugon terrestris) — вид голубей. Единственный в роде Trugon.

## Распространение
Встречается на острове Новая Гвинея, на территории двух стран: как в Индонезии, так и в Папуа-Новой Гвинеи. Его места обитания — это субтропические или тропические влажные равнинные леса (до 650 м над уровнем моря).

## Поведение
Строит гнездо на земле. Кладка состоит из одного яйца. Взлетая, производит шум, который напоминает звук при взлёте куропаток.

## Морфология
Длина тела от 32 до 36 сантиметров. Ноги длинные. Клюв заметно утолщён. Половой диморфизм отсутствует. Лоб светло-розовый, в то время как верхняя часть головы и шея темные, сине-серые. Шея и спина темно-серые сверху, грудь имеет голубой оттенок. Крылья серого цвета. Брюхо кремово-белое. Клюв тёмно-серый у основания и светлее к кончику.